# 伊蒂絲·羅斯福

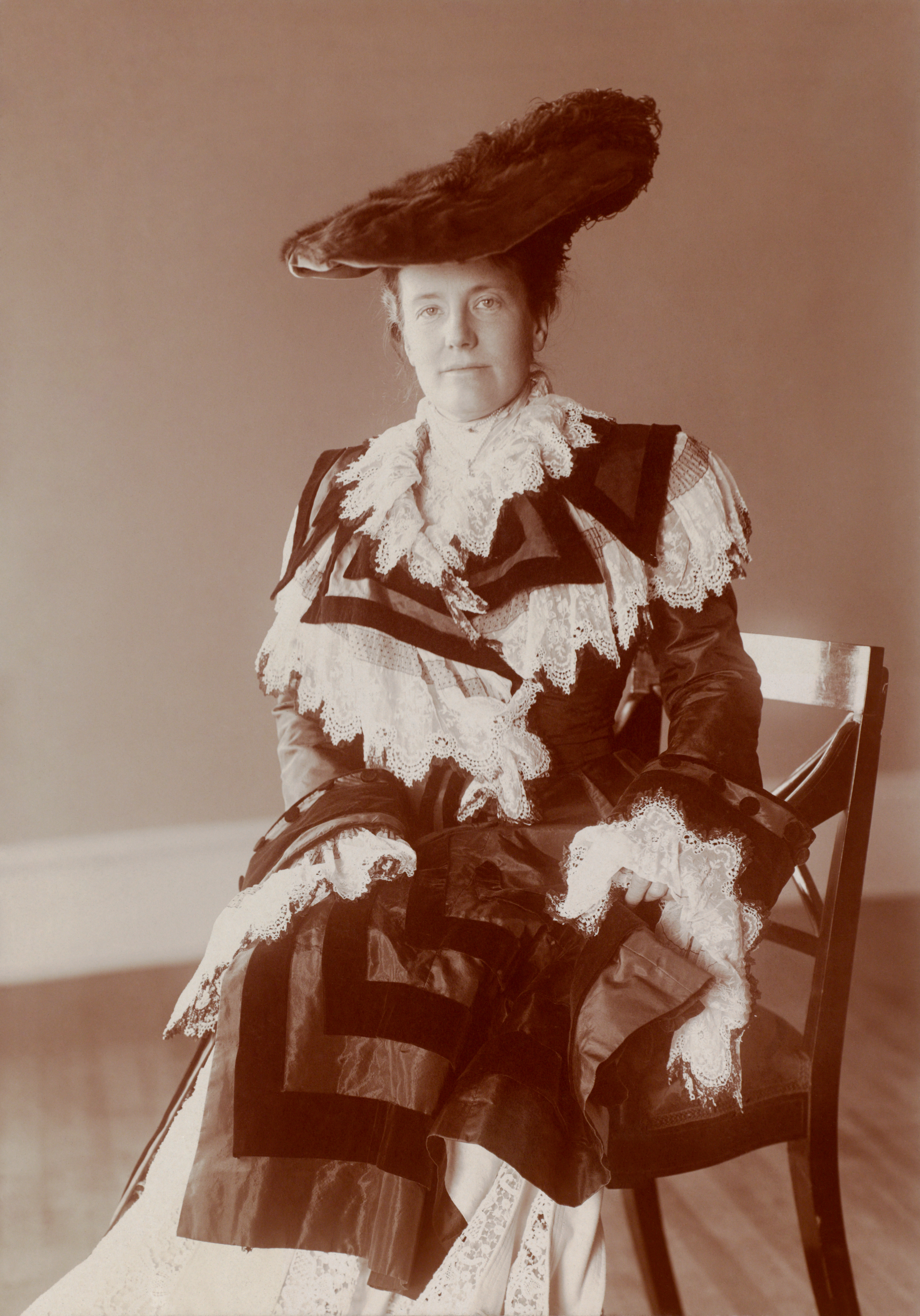

伊蒂絲·克米特·卡勞·羅斯福（英語：Edith Kermit Carow Roosevelt，1861年8月6日—1948年9月30日），生於美國康乃狄克州諾威奇，美國總統西奧多·羅斯福的第二任妻子，在1901年至1909年間擔任美國第一夫人。

## 生平
其父為查爾斯·卡勞（Charles Carow），是一位商人。其母親名為格特魯德·伊麗莎白·泰勒（Gertrude Elizabeth Tyler）。其外祖父丹尼爾·泰勒，在美國內戰期間是美國聯邦的一位將軍。
伊蒂絲·羅斯福在康乃狄克州出生、長大，西奧多·羅斯是他們的鄰居，他們從小就認識。

## 家庭
其長子為小西奧多·羅斯福。